# Kalles kaviar
Kalles kaviar, siden 2015 markedsført som blot Kalles, er et svensk mærke for smørepålæg af typen kaviar på tube, der er fremstillet af røget torskerogn, sukker, salt, kartoffelflager og tomatpuré.
Kalles kaviar blev først lanceret af Aktiebolaget Bröderne Ameln i omkring 1954, som blev opkøbt af Abba Seafood. Logoet forestiller Carl Ameln, der var søn af den daværende direktør for virksomheden. Da produktet først kom på markedet blev navnet Kalle valgt, fordi det var populært i 1950'erne. Siden 2014 har Abba Seafood og dermed Kalles været en del fødevarekoncernen Orkla.
Kalles kaviar bliver også solgt i danske supermarkeder.